# Davy De Fauw
Davy Remi Camiel De Fauw (Gand, 8 luglio 1981) è un allenatore di calcio ed ex calciatore belga, di ruolo difensore.

## Palmarès

### Competizioni nazionali
- Campionato belga di calcio: 1

Club Brugge: 2015-2016
- Coppa del Belgio: 2

Club Brugge: 2014-2015
Zulte Waregem: 2016-2017